# Пам'ятки Єнакієвого
На батьківщині третього Президента України — місті Єнакієве Донецької області на обліку перебуває 50 пам'яток історії. З них 5 — пам'ятники В.І.Леніну , 15 — братські могили радянських воїнів, 5 — могили воїнів-афганців і жодного — українським діячам.

## Пам'ятки історії
| № пп                | Охорон. номер | Найменування пам'ятки | Місцезнаходження пам'ятки                                                                 | Рік встановлення                  | Автор                                                                      | Рішення              |
| ------------------- | ------------- | --- | ----------------------------------------------------------------------------------------- | --------------------------------- | -------------------------------------------------------------------------- | -------------------- |
| Місто Єнакієве      |               | |                                                                                           |                                   |                                                                            |                      |
| 1.                  | 1884          | Пам'ятник Ватутіну М. Ф., генералу армії, Герою Радянського Союзу.                                                          | Єнакіївська м\р, м. Єнакієве, пр. Берегового,44                                           | 1974 р.                           | Скульптор: Бринь Л. А.                                                     | 19.04.1983 р. № 280р |
| 2.                  | 291           | Могила Гавриленка Л. І., Героя Радянського Союзу.                                                                           | Єнакіївська м\р, м. Єнакієве, сел. Красний городок, пр. Берегового                        | 1958 р.                           | -                                                                          | 5.09.1975 р. № 475   |
| 3.                  | 272           | Братська могила червоногвардійців.                                                                                          | Єнакіївська м\р, м. Єнакієве, пр. Гірників,3                                              | 1973 р.                           | Скульптор: Хоменко В. Н.                                                   | 17.12.1969 р. № 724  |
| 4.                  | 1882          | Школа, у якій працювала Батракова М. С., льотчик-винищувач.                                                                 | Єнакіївська м\р, м. Єнакієве, вул. ХХ партз'їзду, 81.                                     | 1969 р.                           | -                                                                          | 19.04.1983 р. № 280р |
| 5.                  | 3104          | Будинок аероклубу, в якому навчався Береговий Г. Т., космонавт.                                                             | Єнакіївська м\р, м. Єнакієве, пр. Леніна, 118.                                            | 1971 р.                           | -                                                                          | 8.04.1992 р. № 92    |
| 6.                  | 1883          | Пам'ятний знак на честь Максюти І. І., Героя Радянського Союзу.                                                             | Єнакіївська м\р, м. Єнакієве, пр. Металургів, 1.                                          | 1970 р.                           | -                                                                          | 19.04.1983 р. № 280р |
| 7.                  | 2070          | Пам'ятник воїнам-землякам, металургам.                                                                                      | Єнакіївська м\р, м. Єнакієве, пр. Металургів, територія металургійного заводу.            | 1975 р.                           | Скульптор: Хоменко В. Н.                                                   | 10.11.1984 р. № 663р |
| 8.                  | 304           | Пам'ятник Курако М. К., російському вченому, металургу.                                                                     | Єнакіївська м\р, м. Єнакієве, пр. Металургів, завод ЄМЗ                                   | 1954 р.                           | Скульптор: Хоменко В. Н.                                                   | 5.09.1975 р. № 475   |
| 9.                  | 273           | Братська могила борців за радянську владу                                                                                   | Єнакіївська м\р, м. Єнакієве, вул. Партизанська,135                                       | 1967 р.                           | -                                                                          | 17.12.1969 р. № 724  |
| 10.                 | 276           | Братська могила радянських воїнів Південного фронту.                                                                        | Єнакіївська м\р, м. Єнакієве, вул. Партизанська, 98.                                      | 1965 р.                           | -                                                                          | 17.12.1969 р. № 724  |
| 11.                 | 277           | Могила Тіунова А. Б., майора.                                                                                               | Єнакіївська м\р, м. Єнакієве, вул. Партизанська, 98.                                      | 1965 р.                           | -                                                                          | 17.12.1969 р. № 724  |
| 12.                 | 270           | Пам'ятник Трудової Слави «Комуністичний вексель».                                                                           | Єнакіївська м\р, м. Єнакієве, пр. Металургів,26                                           | 1970 р.                           | Скульптор: Кисельов І. О. Архітектор: Авербах Л. С.                        | 17.12.1969 р. № 724  |
| 13.                 | 283           | Братська могила радянських воїнів Південного фронту.                                                                        | Єнакіївська м\р, м. Єнакієве, вул. 50-річчя Жовтня, 56.                                   | 1956 р.                           | -                                                                          | 17.12.1969 р. № 724  |
| 14.                 | 3213          | Могила воїна-афганця рядового Бзсонова В. Є.                                                                                | Єнакіївська м\р, м. Єнакієве, центральний міський цвинтар.                                | 1985 р.                           | -                                                                          | 14.07.1993 р. № 419  |
| 15.                 | 3209          | Могила воїна-афганця капітана Подлєсних В. В.                                                                               | Єнакіївська м\р, м. Єнакієве, центральний міський цвинтар.                                | 1983 р.                           | -                                                                          | 14.07.1993 р. № 419  |
| 16.                 | 3210          | Могила воїна-афганця старшого сержанта Громова А. М.                                                                        | Єнакіївська м\р, м. Єнакієве, вул. Червона Балка, Волинцевський цвинтар.                  | 1985 р.                           | -                                                                          | 14.07.1993 р. № 419  |
| 17.                 | 280           | Братська могила радянських воїнів Південного фронту.                                                                        | Єнакіївська м\р, м. Єнакієве, сел.. Ватутінв, пр. Берегового,1 цвинтар                    | 1961 р.                           | -                                                                          | 17.12.1969 р. № 724  |
| 18.                 | 288           | Могила Марченка О. Я, Героя Радянського Союзу.                                                                              | Єнакіївська м\р, м. Єнакієве, вул. Красний Городок                                        | 1992 р.                           | -                                                                          | 29.03.1999 р. № 161  |
| 19.                 | 1881          | Могила Шманенка В. К., генерал-лейтенанта.                                                                                  | Єнакіївська м\р, м. Єнакієве, вул. Красний городок                                        | 1966 р.                           | -                                                                          | 19.04.1983 р. № 280р |
| 20.                 | 290           | Братська могила радянських воїнів Південного фронту.                                                                        | Єнакіївська м\р, Вуглегірська м/р, м. Вуглегірськ, вул.. Некрасова, біля Будинку культури | 1963 р.                           | -                                                                          | 17.12.1969 р. № 724  |
| 21.                 | 274           | Братська могила радянських воїнів і червоногвардійців.                                                                      | Єнакіївська м\р, Вуглегірська м/р, м. Вуглегірськ, вул.. Шевченка                         | 1953 р.                           | -                                                                          | 22.                  |
| 22                  | 3211          | Могила воїна-афганця молодшого сержанта Кутового О. М.                                                                      | Єнакіївська м\р, Вуглегірська м/р, м. Вуглегірськ, вул. Пархоменка, цвинтар.              | 1983 р.                           | -                                                                          | 14.07.1993 р. № 419  |
| 23.                 | 285           | Братська могила радянських воїнів і партизанів.                                                                             | Єнакіївська м\р, Юнокомунарівська м/р, м. Юнокомунарівськ Вул.. Ілліча,1                  | 1960 р.                           | -                                                                          | 17.12.1969 р. № 724  |
| 24.                 | 286           | Братська могила радянських воїнів Південного фронту.                                                                        | Єнакіївська м\р, Юнокомунарівська м/р, смт Дружне, вул.. Кірова,72                        | 1959 р.                           | -                                                                          | 17.12.1969 р. № 724  |
| 25.                 | 278           | Братська могила радянських воїнів Південного фронту.                                                                        | Єнакіївська м\р, Булавинська сел/р, смт Оленівка, вул. Лісова1                            | 1952 р.                           | -                                                                          | 17.12.1969 р. № 724  |
| 26.                 | 279           | Братська могила радянських воїнів Південного фронту.                                                                        | Єнакіївська м\р, Карло-Марксівська сел/р, смт Карло-Марксове, біля церкви                 | 1958 р.                           | -                                                                          | 17.12.1969 р. № 724  |
| 27.                 | 287           | Братська могила радянських воїнів Південного фронту і пам'ятник воїнам-односельчанам.                                       | Єнакіївська м\р, Карло-Марксівська сел/р, смт Карло-Марксове, вул.. Магістральна          | 1952 р.                           | -                                                                          | 17.12.1969 р. № 724  |
| 28.                 | 281           | Братська могила радянських воїнів Південного фронту.                                                                        | Єнакіївська м\р, Корсунська сел/р, смт Корсунь, вул.. Вокзальна                           | 1957 р.                           | -                                                                          | 17.12.1969 р. № 724  |
| 29.                 | 282           | Братська могила радянських воїнів Південного фронту.                                                                        | Єнакіївська м\р, Корсунська сел/р, смт Корсунь, вул.. Інтернаціональна                    | 1956 р.                           | -                                                                          | 17.12.1969 р. № 724  |
| 30.                 | 284           | Братська могила радянських воїнів Південного фронту.                                                                        | Єнакіївська м\р, Ольховатська сел./р, смт Ольховатка, вул.. Леніна                        | 1959 р. рек. 1973 р.              | -                                                                          | 17.12.1969 р. № 724  |
| 31.                 | 3212          | Могила воїна-афганця рядового Ченокала О. І.                                                                                | Єнакіївська м\р, Ольховатська сел./р, смт Ольховатка, вул. Червона Зірка, цвинтар.        | 1985 р.                           | -                                                                          | 14.07.1993 р. № 419  |
| 32.                 | 289           | Братська могила радянських воїнів Південного фронту.                                                                        | Єнакіївська м\р, Ольховатська сел./р, с-ще Іллінка, біля клубу                            | 1960 р.                           | -                                                                          | 17.12.1969 р. № 724  |
| 33                  | 294           | Пам'ятник Леніну В. І. | Єнакіївська м\р, м. Єнакієве, пл. Леніна,1                                                | 1965 р.                           | Скульптори: Коцюбинський Ф. А., Кузнєцов К. А. Архітектор: Ігнащенко А. Ф. | 17.12.1969 р. № 724  |
| 34.                 | 303           | Пам'ятник Береговому Г. Т., льотчику-космонавту, двічі Герою Радянського Союзу.                                             | Єнакіївська м\р, м. Єнакієве, вул. Партизанська,125                                       | 1970 р.                           | Скульптор: Постников Г. Н. Архітектор: Лапін Ю. С.                         | 5.09.1975 р. № 475   |
| 35.                 | 269           | Місце, звідки відпралялися Єнакієвські дружини для участі у Горлівському збройному Повстані.                                | Єнакіївська м\р М. Єнакіеве вул. Станційна.8                                              | 1970 р.                           |                                                                            | 9.05.1975 р. № 475   |
| 36.                 | 271           | Пам'ятник на честь листа Леніна В. І. гірникам.                                                                             | Єнакіївська м\р, м. Єнакієве, вул. Бурмістрова,5                                          | 1970 р                            | Скульптор: Бринь Л. А.                                                     | 5.09.1975 р. № 475   |
| 37.                 | 292           | Пам'ятник воїнам-землякам, робітникам коксохімічного заводу.                                                                | Єнакіївська м\р, м. Єнакієве, коксохімічний завод, прохідна, вул.. Марата,1               | 1962 р.                           | -                                                                          | 5.09. 1975 р № 475   |
| 38.                 | 1776          | Будинок, у якому виступав Петровський Г. І.                                                                                 | Єнакіївська м\р, м. Єнакієве, вул. Передовиків, 3.                                        | 1970 р.                           | -                                                                          | 12.02.1975р № 475    |
| 39.                 | 302           | Пам'ятник Ткаченку-Петренку Г. Ф., революціонеру.                                                                           | Єнакіївська м\р, м. Єнакієве, пр. Шевченка,94-а                                           | 1964 р.                           | -                                                                          | 5.09. 1975 р. № 475  |
| 40.                 | 299           | Пам'ятник Свердлову Я. М., державному діячу СРСР.                                                                           | Єнакіївська м\р, м. Єнакієве, пл. Свердлова,1                                             | 1950 р.                           | тираж                                                                      | 17.12.1969 р. № 724  |
| Територія міськради |               | |                                                                                           |                                   |                                                                            |                      |
| 41                  | 297           | Пам'ятник Леніну В. І. | Єнакіївська м\р, Юнокомунарівська м/р, м. Юнокомунарівськ Вул.. Ілліча,2                  | 1972 р.                           | -                                                                          | 17.12.1969 р. № 724  |
| 42                  | 296           | Пам'ятник Леніну В. І. | Єнакіївська м\р, Карло-Марксівська сел/р, смт Карло-Марксове.                             | 1969 р.                           | -                                                                          | 17.12.1969 р. № 724  |
| 43                  | 300           | Пам'ятник Карлу Марксу — засновнику марксизму.                                                                              | Єнакіївська м\р, Карло-Марксівська сел/р, смт Карло-Марксове, шахта ім.. Карла Маркса     | 1947 р.                           | -                                                                          | 17.12.1969 р. № 724  |
| 44.                 | 298           | Пам'ятник Леніну В. І. | Єнакіївська м\р, Вуглегірська м/р, м. Вуглегірськ, Ш/У шахти "Вуглегірська                | 1957 р.                           | -                                                                          | 17.12.1969 р. № 724  |
| 45                  | 2151          | Будинок. У якому знаходилась Єнакіївська Рада робітничих депутатів                                                          | Єнакіїська м\р М. Єнакієве вул. Сталеварів,23                                             | Будинок Кінець XIX ст. Дошка 1964 | —                                                                          | 19.04.83 № 280       |
| 46                  | 2071          | Пам'ятне місце, на якому знаходилось школа № 5, в якій навчався Берегий Георгій Тимофійович — двічі Герой Радянського Союзу | Єнакіїська м\р М. Єнекієве вул. Турутіна ,113 ЗОШ № 37                                    | 1970                              | -                                                                          | 10.11.1984 р. № 663  |
| 47                  | 301           | Пам'ятник Димітрову Г. М.                                                                                                   | Єнакіївська м\р М. Єнакїеве Пр Гірників,82                                                | 1960                              |                                                                            | 17.12.1969 р. № 724  |
| 48                  | 295           | Пам'ятник Леніну В. І. | Єнакіївська м\р, м. Єнакієве, пр. Металургів, 1.                                          | 1970 р.                           | Скульптор Хоменко В. Н.                                                    | 17.12.1969 р. № 724  |
| 49                  | 293           | Будинок, у якому відбулися перші легальні збори більшовиків.                                                                | Єнакіївська м\р, м. Єнакієве, вул. Щербакова, 114.                                        | 1970 р.                           | -                                                                          | 5.09.1975 р. № 475   |
| 50                  | 1885          | Монумент Комсомольської Слави                                                                                               | Єнакіївська м\р, м. Єнакієве, вул. Леваневського, 126                                     | 1973 р.                           | Скульптор: Пишний В. С.                                                    | 19.04.1983 р. № 280р |
|                     |               | |                                                                                           |                                   |                                                                            |                      |